# Grumman F2F
Grumman F2F là loại máy bay tiêm kích hai tầng cánh, một động cơ, có kết cấu thiết bị hạ cánh có thể thu gọn vào thân, nó làm máy bay tiêm kích tiêu chuẩn cho Hải quân Hoa Kỳ giai đoạn 1936–1940. Nó được thiết kế để hoạt động trên tàu sân bay và trên sân bay đất liền.

## Thiết kế và phát triển
Sau thành công của Grumman với mẫu tiêm kích hai chỗ FF-1, nó thậm chí còn nhanh hơn so với các loại tiêm kích một chỗ cùng thời, nên quân đội Mỹ tiếp tục ký hợp đồng về mẫu XF2F-1 một chỗ. Nó trang bị 1 khẩu súng máy.30 caliber (7,62 mm), thiết kế mới cũng tích hợp các khoang kín nước để giảm trọng lượng và cải thiện khả năng sống sót khi hạ cánh khẩn cấp xuống nước. Mẫu thử bay lần đầu ngày 18/10/1933, trang bị động cơ thử nghiệm 625 hp (466 kW) XR-1534-44 Twin Wasp Junior, và đạt vận tốc lớn nhất là 229 mph (369 km/h) trên độ cao 8.400 ft (2.600 m) - 22 mph (35 km/h), nhanh hơn so với FF-1 ở cùng độ cao. Khả năng cơ động cũng tốt hơn máy bay hai chỗ trước đó.

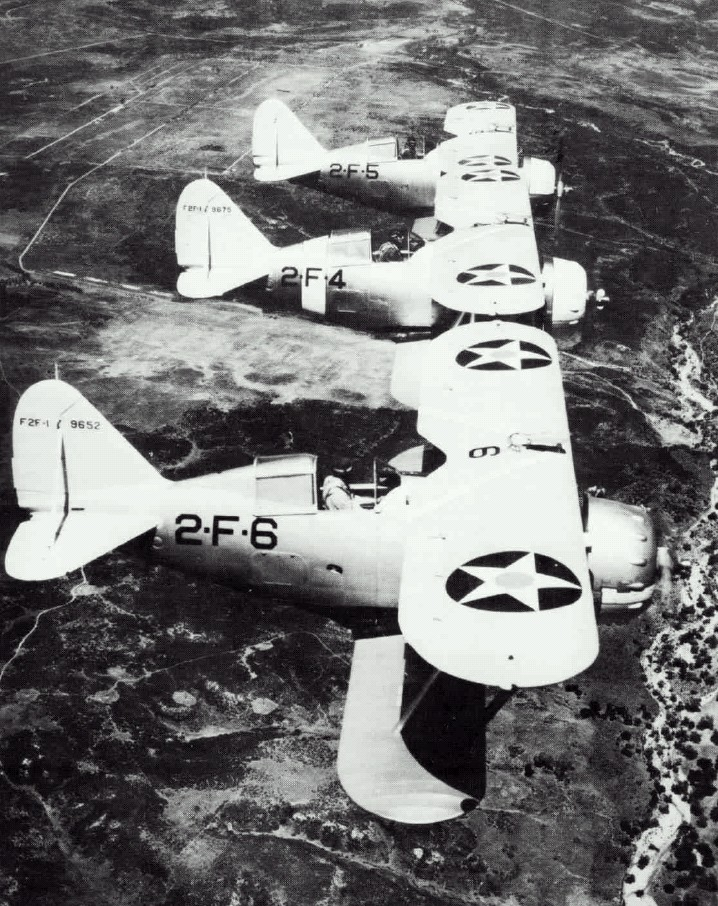
3 chiếc F2F-1 thuộc phi đoàn VF-2B

## Lịch sử hoạt động
Hải quân đặt mua 54 chiếc tiêm kích F2F-1 vào ngày 17/5/1934, chiếc đầu tiên giao hàng ngày 19/1/1935. F2F được trang bị cho các phi đoàn ở tiền tuyến từ năm 1935 tới cuối năm 1939, sau đó chúng bị thay thế bởi F3F-3. Sau khi rút khỏi các phi đoàn ở tiền tuyến, chúng được hoán đổi để làm máy bay huấn luyện và các nhiệm vụ khác.

## Quốc gia sử dụng
Hoa Kỳ
- Hải quân Hoa Kỳ

## Tính năng kỹ chiến thuật (Grumman F2F-1)

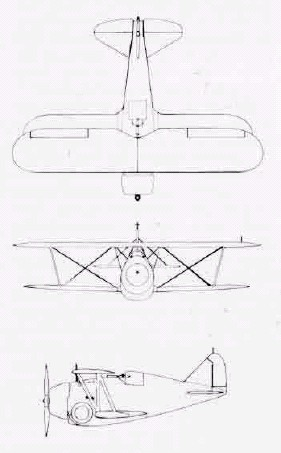
Three-view drawing of Grumman F2F-1

United States Navy Aircraft since 1911 

### Đặc điểm riêng
- Tổ lái: 1
- Chiều dài: 21 ft 5 in (6.53 m)
- Sải cánh: 28 ft 6 in (8.69 m)
- Chiều cao: 9 ft 1 in (2.77 m)
- Diện tích cánh: 230 ft² (21.4 m²)
- Trọng lượng rỗng: 2,691 lb (1,221 kg)
- Trọng lượng cất cánh tối đa: 3,847 lb (1,745 kg)
- Động cơ: 1 × Pratt & Whitney R-1535-72 Twin Wasp Jr, 700 hp (522 kW)

### Hiệu suất bay
- Vận tốc cực đại: 231 mph (201 knots, 372 km/h)
- Tầm bay: 985 mi (857 nmi, 1,585 km)
- Trần bay: 27,100 ft (8,260 m)
- Vận tốc lên cao: 2,050 ft/min (10.4 m/s)

### Vũ khí
- 2 khẩu súng 0.30-in

### Máy bay có sự phát triển liên quan
- Grumman F3F

### Chuối định danh
FF - F2F - F3F - F4F - F5F

### Danh sách khác
- Danh sách máy bay quân sự giữa hai cuộc chiến tranh thế giới
- Danh sách máy bay tiêm kích
- Danh sách máy bay của Hải quân Hoa Kỳ